# Olivier Dupuis
Olivier Dupuis (Ath, 25 febbraio 1958) è un politico belga naturalizzato italiano.
Esponente del Partito Radicale e dei Radicali Italiani, già parlamentare europeo, fu il segretario del PR tra l'aprile del 1995 ed il maggio del 2003.

## Biografia
Laureato in scienze politiche e sociali, aderisce al Partito Radicale nel 1981. Nel 1986 viene incriminato per diserzione per aver sostenuto che né la difesa militare né la difesa civile alternativa rappresentano delle difese efficaci di fronte alle minacce reali alla pace e alla sicurezza, costituite invece dall'assenza di democrazia nell'Unione Sovietica. Dal 1988 risiede a Budapest dove partecipa alla nascita del Partito Radicale Transnazionale: dal 1989 al 1993 coordina le attività del PRT nei paesi dell'Europa Centrale.
A Sofia, nel luglio 1993, viene eletto presidente del Consiglio Generale del PRT; a Roma, nell'aprile 1995, ne viene eletto segretario generale. Egli mantiene l'incarico sino al maggio 2003, quando presenta le proprie dimissioni per differenze politiche con Marco Pannella.
È subentrato al Parlamento europeo a marzo del 1996, a seguito delle dimissioni di Marco Pannella, dopo essere stato candidato alle elezioni del 1994 per la Lista Pannella, poi riconfermato nel 1999 per la Lista Bonino. È stato vicepresidente della Delegazione per le relazioni con le Repubbliche transcaucasiche Armenia, Azerbaigian, Georgia; membro della Commissione per gli affari esteri, la sicurezza e la politica di difesa e della Delegazione per le relazioni con l'Europa sud-orientale.